# Covas coletivas na Faixa de Gaza
Durante a Guerra de Gaza, valas comuns foram amplamente utilizadas na Faixa de Gaza pelos palestinos, com os pátios de muitos hospitais sendo convertidos para esse fim.
Em abril de 2024, valas comuns foram descobertas na Faixa de Gaza durante a Guerra de Gaza. Tais valas foram encontradas em dois grandes hospitais,  Hospital Nasser e Hospital Al-Shifa, ambos invadidos pelas Forças de Defesa de Israel (FDI). Valas comuns haviam sido previamente estabelecidas nos pátios de ambos os hospitais, e, segundo análises independentes, a vala encontrada no Hospital Nasser estava no mesmo local de uma estabelecida por palestinos meses antes. Valas também foram encontradas em Beit Lahia e utilizadas em Deir al-Balah. Mais de 300 corpos foram encontrados até 24 de abril de 2024. Até 11 de maio de 2024, o número subiu para 520, segundo o Ministério da Saúde de Gaza. Até 31 de maio de 2024, sete valas comuns haviam sido descobertas em Gaza.
A descoberta gerou preocupação internacional sobre possíveis crimes de guerra e pedidos por uma investigação, incluindo pela Organização das Nações Unidas (ONU). Vários oficiais da ONU citaram relatos de que uma quantidade não especificada de corpos encontrados tinha as mãos amarradas.
As FDI declararam que as acusações de que causaram os assassinatos eram "infundadas e sem base". As FDI afirmaram que, durante sua operação "na área do Hospital Nasser, de acordo com o esforço para localizar reféns e pessoas desaparecidas, corpos enterrados por palestinos na área do Hospital Nasser foram examinados". Elas afirmaram ainda que "os corpos examinados, que não pertenciam a reféns israelenses, foram devolvidos ao seu lugar".

## Contexto
Desde o início da Guerra de Gaza, Israel atacou, danificou ou destruiu quase todos os hospitais na Faixa de Gaza. Em janeiro de 2024, o Ministério da Saúde de Gaza informou que 40 corpos foram enterrados dentro do hospital devido ao "cerco aos bairros próximos ao Hospital Nasser". Um oficial do Hospital Nasser informou a jornalistas em janeiro que a equipe do hospital enterrou cerca de 150 corpos no pátio do hospital.
O hospital foi bombardeado várias vezes durante a guerra e recebeu significativa cobertura da mídia internacional após a morte de uma amputada de 13 anos, Donia Abu Mohsen, que havia sobrevivido a um ataque aéreo israelense anterior que matou toda a sua família. O Hospital Nasser foi relatado como não funcional após uma invasão israelense em fevereiro.
Soldados israelenses entraram no hospital em 15 de fevereiro de 2024 pelo sul; segundo um porta-voz do Ministério da Saúde de Gaza, eles destruíram tendas e  tratoraram uma vala comum. Israel afirmou que exumou e examinou cerca de 400 corpos em busca de reféns israelenses.
Devido a quedas de energia durante a entrada de soldados israelenses no hospital, cinco pacientes no hospital morreram. Em 18 de fevereiro, a Organização Mundial da Saúde afirmou que o hospital não podia mais atender seus pacientes e que não estava mais funcional. Tedros Adhanom Ghebreyesus atribuiu a incapacidade do hospital de continuar operando ao cerco e à invasão israelense.

## Alegações de profanação
O porta-voz do Ministério da Saúde da Palestina, Ashraf al-Qadra, alegou que dezenas de corpos exumados de valas comuns haviam sido decapitados e tiveram seus órgãos e peles removidos nas valas comuns do Hospital Nasser.
De acordo com paramédicos e equipes de resgate envolvidas na recuperação dos corpos, alguns corpos foram encontrados com as mãos amarradas, indicando possível execução. Outras vítimas apresentavam marcas de balas na cabeça, levantando suspeitas de execuções sumárias. Há também relatos de marcas de tortura nos corpos.
De acordo com a agência de notícias estatal palestina WAFA, alguns corpos apresentavam suspeitas de roubo de órgãos, com os estômagos abertos e costurados, contrariamente às técnicas usuais de fechamento de feridas na Faixa de Gaza. O corpo mutilado de uma menina vestindo um avental cirúrgico também foi encontrado, levantando suspeitas de que ela poderia ter sido enterrada viva.

## Lista de valas
Até janeiro de 2024, muitos pátios de hospitais haviam sido convertidos em valas comuns; segundo o Euro-Med HRM [en], até dezembro de 2023, havia mais de 120 valas comuns na Faixa de Gaza.

### Complexo Médico Nasser
De acordo com relatos de janeiro e fevereiro de 2024, funcionários e civis no Hospital Nasser "se sentiram compelidos" a enterrar vítimas no pátio do hospital devido à falta de acesso a cemitérios por causa dos combates.
Em abril de 2024, após a retirada das forças israelenses, mais de 300 corpos de jovens, mulheres e crianças foram desenterrados no Complexo Médico Nasser em Khan Younis, Gaza, após a retirada militar israelense. Segundo o Coronel Yamen Abu Suleiman, os corpos apresentavam sinais de terem sido amarrados e possivelmente executados no local. Relatos indicam que outras duas valas comuns foram identificadas, mas ainda não foram escavadas.
De acordo com um relatório da France 24, baseado na análise de fotografias e vídeos, o local das exumações está na mesma área dos enterros em massa anteriores, mas não há como verificar quantos corpos foram enterrados lá antes da retirada israelense em abril de 2024. O Geoconfirmed apresentou uma análise semelhante, afirmando que as exumações ocorreram no mesmo local dos enterros em massa anteriores conduzidos por palestinos, embora não tenham excluído a possibilidade de que as valas tenham sido ampliadas por forças israelenses.

### Hospital Al-Shifa
Em 14 de novembro de 2023, autoridades do Hospital Al-Shifa anunciaram que, até aquela data, haviam enterrado 179 corpos em uma vala comum no pátio do hospital. Uma semana depois, palestinos enterraram dezenas de corpos não identificados retirados do Hospital Al-Shifa e do hospital indonésio em uma vala comum em Khan Yunis.
Em abril de 2024, trabalhadores da saúde em Gaza exumaram os primeiros corpos de valas comuns no Hospital Al-Shifa, na cidade de Gaza, onde, segundo um porta-voz da Defesa Civil de Gaza, pelo menos 381 corpos foram encontrados após a retirada das forças israelenses, sem contar as pessoas enterradas dentro dos terrenos do hospital. O Escritório do Alto Comissariado das Nações Unidas para os Direitos Humanos (OHCHR) afirmou que "entre os falecidos estavam supostamente idosos, mulheres e feridos, enquanto outros foram encontrados amarrados e despidos de suas roupas".
Em 8 de maio, o Escritório de Mídia de Gaza afirmou que uma terceira vala comum foi encontrada em Al-Shifa, com alguns dos corpos encontrados sem cabeça, levantando preocupações sobre possíveis crimes de guerra. Em uma declaração, o diretor do Centro de Operações de Emergência de Gaza disse: "Os corpos que encontramos estavam em camas no departamento de recepção e emergência, o que significa que Israel destruiu o departamento sobre as cabeças de pessoas doentes e feridas – e elas foram enterradas vivas".

### Beit Lahiya
Uma vala comum foi descoberta nos terrenos de uma escola em Beit Lahiya, no norte da Faixa de Gaza. Os corpos de 30 palestinos foram encontrados em sacos mortuários, vendados e com as mãos amarradas atrás das costas. O Clube de Prisioneiros Palestinos confirmou a descoberta e indicou que as vítimas estavam sob detenção, sugerindo que foram executadas no local. As identidades das vítimas, as circunstâncias e as datas de suas mortes são desconhecidas.

### Outros
Em Deir al-Balah, pelo menos cinquenta pessoas foram enterradas em uma vala comum; o prefeito disse: "Nós enterramos nossos mortos em valas comuns. Nossos cemitérios não comportam mais o grande número de mártires". De acordo com a Jacobin, mais de 120 corpos foram descobertos em valas comuns no campo de refugiados de Jabalia [en].
Outra vala comum, enterrada em um monte de areia, foi descoberta na área sul de Rafah em 30 de março de 2025, contendo os corpos de 15 trabalhadores de resgate que haviam sido mortos pelas FDI oito dias antes [en]. Segundo autoridades da Nações Unidas, os mortos incluíam oito trabalhadores do Cruz Vermelha, seis membros da Defesa Civil Palestina e um funcionário da UNRWA. No Twitter, o chefe de ajuda da ONU, Tom Fletcher, afirmou que os trabalhadores foram mortos pelas FDI enquanto tentavam salvar civis. Um oficial do Crescente Vermelho declarou que havia evidências de que pelo menos uma pessoa foi detida e morta, pois um dos corpos foi encontrado com as mãos amarradas.

## Investigação
As Nações Unidas pediram "investigações claras, transparentes e confiáveis" sobre as valas comuns. Volker Türk [en] enfatizou que os hospitais têm direito a uma proteção muito especial sob o direito internacional humanitário. Ele também afirmou que a morte deliberada de civis, prisioneiros e outros que estão hors de combat [en] (incapazes de participar de combate) é um crime de guerra. As Nações Unidas também pediram a preservação de evidências forenses das valas comuns de Gaza. A União Europeia também pediu uma investigação independente, afirmando: "Isso nos obriga a pedir uma investigação independente... porque, de fato, cria a impressão de que pode ter havido violações dos direitos humanos internacionais". O Conselheiro de Segurança Nacional dos EUA afirmou: "Queremos que isso seja investigado de forma completa e transparente". Em junho de 2024, a Medical Aid for Palestinians [en] divulgou uma declaração dizendo estar "profundamente preocupada" por nenhum investigador internacional ter sido permitido em Gaza.

## Reações
As Forças de Defesa de Israel afirmaram que as acusações de que causaram os assassinatos eram "infundadas e sem base". As FDI declararam que, durante sua operação "na área do Hospital Nasser, de acordo com o esforço para localizar reféns e pessoas desaparecidas, corpos enterrados por palestinos na área do Hospital Nasser foram examinados". Elas afirmaram ainda que "os corpos examinados, que não pertenciam a reféns israelenses, foram devolvidos ao seu lugar". A Sky News publicou uma análise de imagens de satélite e filmagens de redes sociais de valas comuns cavadas por palestinos durante o cerco de Israel, que foram posteriormente bulldozeadas pelas FDI.
O Hamas criticou a comunidade internacional por seu silêncio após a descoberta de valas comuns em Gaza. Eles chamaram as descobertas de evidência de "fascismo sionista" e crimes de guerra. O Hamas exigiu que instituições internacionais responsabilizem Israel.

### Países
- China: Referindo-se às valas encontradas em Al-Shifa, o porta-voz do Ministério das Relações Exteriores da China, Lin Jian, afirmou que a China estava "profundamente chocada e condena veementemente os perpetradores dessa atrocidade".[55]
- Egito: O Ministério das Relações Exteriores do Egito disse que "é triste e vergonhoso que violações do direito internacional e dos valores humanos continuem dessa forma no século 21, à vista e audiência de todos os países, organizações internacionais e do Conselho de Segurança". O Egito também disse que condena violações do direito internacional, incluindo o ataque a civis, deslocados e equipes médicas por forças israelenses.[56]
- França: A França pediu uma investigação independente sobre as valas comuns descobertas em Gaza. O Ministério das Relações Exteriores da França disse: "Dada a emergência humanitária total em Gaza, onde a situação civil há muito é inaceitável, a França pede um cessar-fogo imediato e duradouro, a única coisa que protegerá a população civil, e a entrada massiva de ajuda humanitária por todos os pontos de acesso à Faixa de Gaza".[57]
- Alemanha: A Alemanha pediu uma investigação sobre relatos da mídia sobre a descoberta de valas comuns.[58]
- Irã: O porta-voz do Ministério das Relações Exteriores do Irã, Nasser Kanaani [en], descreveu o massacre como horrível e comovente. Enfatizando que o direito internacional humanitário, particularmente as Convenções de Genebra de 1949, apoia centros médicos e hospitais, ele disse, adicionando que evidências condenatórias mostram que o governo israelense e os sionistas são responsáveis pelas atrocidades cometidas neste crime.[59] O embaixador do Irã em Genebra e representante permanente em organizações internacionais, Ali Bahrain, também pediu o fim imediato dos crimes no enclave de Gaza em resposta à descoberta de valas comuns.[60]
- Jordânia: O porta-voz do Ministério das Relações Exteriores da Jordânia, Sufyan Qadah, reiterou a condenação do reino às ações e crimes israelenses, adicionando que essas ações não são apenas uma violação do direito internacional e humanitário, mas também crimes de guerra.[61]
- Paquistão: O Paquistão se juntou às Nações Unidas ao exigir uma investigação "transparente e confiável" sobre a descoberta de valas comuns em dois grandes hospitais de Gaza. Um porta-voz do Ministério das Relações Exteriores disse: "Deve haver uma investigação independente e imparcial para estabelecer os fatos, determinar a responsabilidade e punir os responsáveis por crimes de guerra e crimes contra a humanidade em Gaza. Pedimos à comunidade internacional, particularmente aos apoiadores de Israel, que tomem medidas imediatas para acabar com a guerra contra o povo de Gaza, proteger os civis e responsabilizar os perpetradores do genocídio em Gaza".[62]
- Palestina: Autoridades palestinas pediram uma investigação internacional após a descoberta de uma vala comum de pessoas que estavam vendadas e algemadas em Gaza. O Ministério das Relações Exteriores da Palestina pediu uma investigação internacional sobre o que descreveu como um massacre israelense, e exigiu que uma equipe visite Gaza para descobrir "a realidade e a extensão desse genocídio ao qual nosso povo está sendo exposto".[63]
- Arábia Saudita: A Arábia Saudita condenou os crimes de guerra de Israel na Faixa de Gaza. O Ministério das Relações Exteriores do reino enfatizou que a falha da comunidade internacional em responsabilizar Israel por suas violações do direito internacional só levará a mais violações e a um aumento nas tragédias e destruição humanitária.[64]
- África do Sul: O Departamento de Relações Internacionais e Cooperação da África do Sul expressou sua profunda preocupação e choque com a descoberta da vala comum, descrevendo a descoberta como horrível.[65]
- Estados Unidos: O Departamento de Estado dos EUA expressou preocupação com as valas comuns. O porta-voz Matthew Miller disse que os EUA estavam consultando Israel sobre os relatos. Os EUA pediram a Israel sobre relatos de valas comuns.[66][7] A Casa Branca também descreveu os relatos de valas comuns em Gaza como 'profundamente perturbadores'.[67] Autoridades dos EUA conversaram com seus homólogos israelenses para saber mais sobre os relatos.[68]
- Hutis: Após a descoberta das valas comuns, o grupo Hutis do Iêmen instou suas forças a intensificar suas operações contra navios ligados a Israel no Mar Vermelho, Mar da Arábia e Oceano Índico. O grupo Houthi enfatizou a contínua posição de apoio do povo iemenita ao povo palestino e sua resistência heróica em Gaza.[69]
- Escócia: A vice-líder do Partido Nacional Escocês em Westminster, Mhairi Black, instou o Governo do Reino Unido a condenar os relatos de valas comuns em hospitais de Gaza como crimes de guerra. Ela reiterou o apelo de seu partido pelo fim das vendas de armas para Israel durante as Perguntas ao Primeiro-Ministro na quarta-feira. Black comparou a condenação de valas comuns na Ucrânia como crimes de guerra à falha em fazer o mesmo até agora neste caso. Ela disse à Câmara dos Comuns: "Quando valas comuns foram descobertas na Ucrânia há dois anos, esta Casa foi unânime em condenação e considerou as valas como evidência de crimes de guerra, pelos quais a Rússia deve responder. Ontem, autoridades palestinas em Gaza encobrindo valas comuns fora de hospitais bombardeados também é considerado um crime de guerra, não é?"[70][71] Em resposta a Black, o Vice-Primeiro-Ministro Oliver Dowden [en] disse que se esperava que Israel investigasse quaisquer alegações de má conduta. Dowden continuou a instar o governo israelense a investigar quaisquer alegações de má conduta.[70]

### Organizações internacionais
- O chefe de direitos humanos das Nações Unidas, Volker Türk, disse que estava "horrorizado" com o local e pediu uma investigação internacional.[72][73][32] O Alto Comissariado das Nações Unidas para os Direitos Humanos disse que o ataque indicava "violações graves do direito internacional humanitário e dos direitos humanos internacionais".[74] As Nações Unidas também pediram a preservação de evidências forenses das valas comuns de Gaza. O chefe de direitos humanos da ONU, enquanto expressava seu horror com a destruição dos hospitais Nasir e Al-Shifa e relatos de valas comuns, também exigiu uma investigação independente sobre os assassinatos.[13]
- A União Europeia (UE) apoiou o apelo da ONU por uma investigação independente sobre a suposta descoberta de valas comuns. O porta-voz da União Europeia, Peter Stano, disse que a situação "nos obriga a pedir uma investigação independente de todas as suspeitas e todas as circunstâncias, porque dá a impressão de que os direitos humanos internacionais podem ter sido violados".[75][76]
- Organização para a Cooperação Islâmica: A Organização para a Cooperação Islâmica (OIC) condenou o "massacre contínuo e trágico" de palestinos após a descoberta de valas comuns. A OIC disse que chamou a descoberta da vala comum de "crime de guerra, crime contra a humanidade e terrorismo de estado organizado que requer investigação, responsabilidade e sanção sob o direito penal internacional".[77][78]
- Liga Árabe: A Liga Árabe realizará uma reunião de emergência para discutir o ataque mortal de Israel na Faixa de Gaza. A reunião discutirá a guerra genocida em curso de Israel, a descoberta de valas comuns em Gaza e o veto dos EUA contra a candidatura palestina para adesão plena à ONU.[79]
- Anistia Internacional pediu acesso imediato à Faixa de Gaza para investigadores de direitos humanos após a descoberta de valas comuns. Erika Guevara Rosas, diretora sênior da Anistia Internacional, enfatizou a necessidade de preservar esses locais para evidências forenses e identificação de restos mortais. Ele destacou as ordens do CIJ para Israel preservar evidências para prevenir genocídio e instou os estados terceiros a pressionarem Israel para permitir que investigadores independentes e especialistas forenses entrem em Gaza.[80]
- O Comitê Internacional de Resgate (IRC) pediu uma investigação internacional e independente imediata sobre os relatos de valas comuns. Bob Kitchen, Vice-Presidente de Emergências do IRC, expressou profunda preocupação com os relatos e disse: "Estamos horrorizados com a notícia de centenas de corpos sendo enterrados em valas comuns em instalações de saúde em Gaza. Alguns dos mortos são supostamente idosos, mulheres e pessoas feridas - algumas das quais estavam algemadas e despidas - ecoamos o apelo do Alto Comissariado das Nações Unidas para os Direitos Humanos por uma investigação imediata e totalmente independente sobre esses incidentes".[81]